# Polom, Kočevje
Polom este o localitate din comuna Kočevje, Slovenia, cu o populație de 47 de locuitori.